# برتراند فایول
برتراند فایول (انگلیسی: Bertrand Fayolle؛ زادهٔ ۱۵ اوت ۱۹۷۵) بازیکن فوتبال اهل فرانسه است.
از باشگاه‌هایی که در آن بازی کرده‌است می‌توان به باشگاه فوتبال نانسی، باشگاه فوتبال سیون، باشگاه فوتبال کلرمون فوت، باشگاه ورزشی آمیان، و باشگاه فوتبال سن-اتین اشاره کرد.